# 川口郵便局 (埼玉県)
川口郵便局（かわぐちゆうびんきょく）は埼玉県川口市にある郵便局。民営化前の分類では集配普通郵便局であった。

## 概要
住所：〒332-8799 埼玉県川口市本町2-2-1

### 併設施設
- ゆうちょ銀行川口店（さいたま支店川口出張所）：取扱店番号030200

## 沿革
- 1872年8月4日（明治5年7月1日） - 川口郵便取扱所として開設[1]。
- 1875年（明治8年）1月1日 - 川口郵便局（五等）となる[1]。
- 1885年（明治18年） - 貯金取扱を開始[1]。
- 1890年（明治23年）7月16日 - 為替取扱を開始[1]。
- 1956年（昭和31年）11月1日 - 電話通話および和文電報受付事務取扱を開始[2]。
- 1964年（昭和39年）9月21日 - 川口市並木二丁目から、同市本町二丁目に局舎を新築、移転。
- 1993年（平成5年）7月1日 - 外国通貨の両替および旅行小切手の売買に関する業務の取扱を開始。
- 2007年（平成19年）10月1日 - 民営化に伴い、併設された郵便事業川口支店、ゆうちょ銀行川口店に一部業務を移管。
- 2012年（平成24年）10月1日 - 日本郵便株式会社発足に伴い、郵便事業川口支店を川口郵便局に統合。

## 取扱内容

### 川口郵便局
- 郵便、印紙、ゆうパック、内容証明
- 生命保険、バイク自賠責保険、自動車保険
- 川口市内の一部地域の集配業務（郵便番号が332から始まる区域）
- ゆうゆう窓口

### ゆうちょ銀行川口店
- 貯金、貸付、為替、振替、振込、国際送金、外貨両替、国債、投資信託、変額年金保険
- ATM

## 周辺
- ミエルかわぐち
- エルザタワー
- 川口市消防本部南消防署
- 荒川
- 川口市立本町小学校
- カトリック川口教会

## アクセス
- 埼玉高速鉄道線 川口元郷駅から徒歩約9分
- JR京浜東北線 川口駅から徒歩約11分
- 国際興業バス 川口郵便局停留所下車
- 首都高速川口線 加賀出入口もしくは東領家出口から西へ約3.5km
- 国道122号 本町ロータリー交差点から北西
- 駐車場あり：2台(1台は身障者専用)

　錫杖寺の前にも10台くらいあり